# Doppelsöldner
Doppelsöldner (iz nemškega doppel – dvojica, par in Sold – plača vojaka najemnika, v prostem prevodu dvojno plačani najemnik)  je bil v 16. stoletju v Nemčiji landskneht, ki se je prostovoljno boril v prvi bojni vrsti in dobil za večje tveganje dvojno plačo. V polku landsknehtov je bil doppelsöldner praviloma eden od štirih landsknehtov. Doppelsöldnerji v isti enosti so bili različno oboroženi. Na krilih so bili oboroženi s samostreli in arkebuzami, v prvih vrstah pa z dolgimi kopji.
Landsknehti, izurjeni v rabi dvoročnega meča (Zweihänder), so tudi dobivali dvojno plačo in bili zato doppelsöldnerji. Izključno pravico za rabo dvoročnega meča je cesar Svetega rimskega cesarstva Friderik III. leta 1487 podelil cehu mečevalcev svetega Marka.
Naloga zweihänderjev je bila razbiti prve vrste nasprotnikovih kopjanikov. Posebno izurjeni so bili švicarski mečevalci. Vojaki so z meči sekali konice kopij ali neposredno napadali nasprotnikove kopjanike. Verodostojnost poročil o zweihänderih je sporna, zgleda pa, da so se vsaj kot legenda obdržali najmanj do 17. stoletja. 